# Afar- en Issaland
Afar- en Issaland (Frans: Territoire français des Afars et des Issas (TFAI), Frans Territorium van de Afars en Issa's) was van 1967 tot 1977 de benaming van Frans-Somaliland. Het werd zo genoemd naar de twee belangrijkste bevolkingsgroepen in dit gebied: de Afars en de Issa’s, welke laatsten behoren tot de Somalische Dirs. De naamsverandering kwam tot stand op 14 juni 1967 na een referendum over de onafhankelijkheid in maart daaraan voorafgaand, waarbij 60 % van de bevolking tegen de onafhankelijkheid stemde maar in de hoofdstad Djibouti, voornamelijk bewoond door Issa’s, 70 % voor de onafhankelijkheid koos.
In mei 1977 werd er bij een referendum door 98,8 % van de bevolking voor de onafhankelijkheid gestemd en zo ontstond op 27 juni 1977 de republiek Djibouti.

## Lijst van minister-presidenten
- Ali Aref Bourhan (*Tadjourah, 1934) 7 juli 1967– 29 juli 1976
- Abdallah Mohamed Kamil (*Obock, 1936) 29 juli 1976 – 18 mei 1977
- Hassan Gouled Aptidon (* bij Zeila, ca. 1908-1916 – Djibouti, 21 november 2006) 18 mei 1977 – 27 juni 1977

## Trivia
In Frankrijk was er een zetel in de senaat voorbehouden aan de vertegenwoordiger van Afar- en Issaland tot 30 juli 2003.